# 萝恩·麦凯勒
萝恩·麦凯勒（英語：Rowan McKellar，1994年5月24日—），英国女子赛艇运动员。她曾代表英国参加世界赛艇锦标赛，获得一枚金牌。她也曾参加2020年夏季奥林匹克运动会。